# یوزفوو (شهرستان کوتنو)
یوزفوو (به لهستانی:  Józefów) یک روستا در لهستان است که در گمینا بدلنو واقع شده‌است.